# 박종철 (법조인)
박종철(朴鍾喆, 1937년 ~)은 제25대 대한민국의 검찰총장을 역임한 법조인이다. 부인 최영자와 사이에 1남 3녀의 자녀가 있다.

## 생애
1937년 대구직할시에서 태어나 경북고등학교와 1961년 서울대학교 법학과를 졸업하고 1962년 제15회 고등고시 사법과에 합격하여 1964년 대구지방검찰청 검사에 임용되었다. 고등고시 합격이 늦었지만 법무부와 검찰 내에서 요직을 거쳤던 박종철은 차분하고 자상한 성격으로 상하한게 신망이 두터우며 특히 "인간성으로 성장한 사람"이라는 말을 많이 들었다.
1993년 3월에 딸의 이중 국적 논란으로 법무부 장관에서 물러난 박희태 후임으로 자리를 옮긴 김두희에 이어 제25대 검찰총장에 취임하였던 박종철은 1993년 3월과 9월에 있었던 공직자 재산공개에서 19억여원의 재산을 등록하면서 투기지역으로 알려진 경기도 용인군 모현면 등지에 임야 5900여평의 부동산을 소유한 것으로 드러나 부동산 투기 의혹이 제기되어 검찰총장에 취임한지 6개월이 지난 1993년 9월 13일에 "그동안 검찰이 벌여온 사정 활동과 자기 쇄신의 노력에도 불구하고 국민들이 기대하는 바에 미치지 못함을 유감스럽게 생각해왔다"며 "모든 것이 검찰 총수인 본인이 부덕한 소치로 생각되어 책임을 통감하고 검찰총장직에서 물러난다"고 하면서 법무부 장관에게 사표를 제출고 김영삼 대통령은 당일 수리했다.
검찰총장을 마지막으로 공직에서 물러난 박종철은 1998년 4월에 대검찰청 강력부장을 역임했던 사법시험 제2회 출신의 최신석 등과 법무법인 일원을 창립하면서 대표 변호사에 취임하였다. 전직 검찰총장으로서 최초의 로펌 설립이다.

## 경력
- 1964년 대구지방검찰청 검사
- 1969년 대전지방검찰청 검사
- 1972년 광주지방검찰청 검사
- 1973년 6월 ~ 1974년 8월 제20대 대구지방검찰청 의성지청 지청장
- 1974년 서울지방검찰청 검사
- 1977년 대검찰청 검찰연구관
- 1980년 법무부 검찰1과 과장
- 1981년 서울지방검찰청 형사1부 부장검사
- 1982년 서울지방검찰청 제1차장검사
- 1983년 대구고등검찰청 차장검사
- 1985년 서울고등검찰청 차장검사
- 1985년 10월 21일 ~ 1986년 5월 1일 제32대 청주지방검찰청 검사장
- 1986년 5월 2일 ~ 1987년 6월 7일 제30대 대전지방검찰청 검사장
- 1987년 6월 8일 ~ 1988년 8월 24일 제31대 대구지방검찰청 검사장
- 1988년 8월 ~ 1989년 3월 제6대 대검찰청 중앙수사부장
- 1989년 법무부 검찰국 국장
- 1990년 3월 27일 ~ 1991년 4월 17일 제30대 서울지방검찰청 검사장
- 1991년 4월 18일 ~ 1992년 7월 28일 제21대 대구고등검찰청 검사장
- 1991년 4월 18일 ~ 1992년 7월 28일 제15대 법무연수원장
- 1992년 12월 10일 ~ 1993년 3월 9일 대검찰청 차장검사
- 1993년 3월 8일 ~ 1993년 9월 13일 제25대 검찰총장
- 1993년 법무법인 일원 대표 변호사
- 1995년 민자당 국책 자문위원
- 1996년 신한국당 국책 자문위원
- 한민족원로회 원로위원